# Oberried (Grünenbach)
Oberried (westallgäuerisch: Obərriəd, in d' Obərriədə) ist ein Gemeindeteil der Gemeinde Grünenbach im bayerisch-schwäbischen Landkreis Lindau (Bodensee).

## Geographie
Die Einöde liegt circa vier Kilometer östlich des Hauptorts Grünenbach und zählt zur Region Westallgäu. Die Ortschaft liegt im Südhang der Riedholzer Kugel. Östlich des Orts befindet sich Sibratshofen im Landkreis Oberallgäu.

## Ortsname
Der Ortsname beschreibt die geographische Lage zu Unterried sowie mit dem Grundwort -ried eine Rodesiedlung.

## Geschichte
Oberried wurde erstmals im Jahr 1540 mit Haintz Ballof im Obernried Stiefenhofner Pfarrei urkundlich erwähnt. Der Ort gehörte einst der Herrschaft Hohenegg und später der Gemeinde Ebratshofen an.